# Terrängkörningslagen
Terrängkörningslagen (1975:1313) säger i korthet att körning i terräng med motordrivet fordon för annat ändamål än jordbruk eller skogsbruk är förbjuden på barmark i hela landet. Körning på snötäckt mark är däremot oftast, men inte alltid, tillåten, om detta kan ske utan att skada mark eller vegetation.
Körning i terräng med motordrivet fordon för annat ändamål än jordbruk eller skogsbruk är förbjuden i hela landet
1. på barmark,
2. på snötäckt skogsmark med plant- eller ungskog, om det inte är uppenbart att körningen kan ske utan risk för skada på skogen,
3. på snötäckt jordbruksmark, om det inte är uppenbart att körningen kan ske utan risk för skada på marken.
Inom de delar av fjällområdet som regeringen bestämmer är körning i terräng med motordrivet fordon förbjuden även på annan mark än som anges i första stycket. Lag (1996:1551).
Förutom Terrängkörningslagen bör även hänsyn tas till att det i lokala trafikföreskrifter kan finnas begränsningar, exempelvis att parkering kan vara mer eller mindre generellt förbjuden vid sidan av vägar, som till exempel på torg och i parker, till skillnad mot andra platser där terrängkörning i begränsad mängd (några fåtal meter från vägar) och parkering i nära anslutning till vägar, brukar tillåtas. 
Körning i terräng ingår alltså inte i allemansrätten och man får inte heller köra fritt på egen mark. Länsstyrelsen kan utfärda dispenser.
Terrängkörningslagen kompletteras av Terrängkörningsförordningen (1978:594), som bland annat innehåller ett antal generella undantag från förbudet. Specialregler för Försvarsmakten finns i Militära vägtrafikkungörelsen (1974:97).
Golfbana räknas per definition i lagen som terräng. Det gör att till exempel den vanliga golfbilen inte är tillåten att använda utan dispens vid golfspel. För att få dispens så ska en ansökan lämnas till Länsstyrelsen och den ska skickas på remiss till Naturvårdsverket. Grunder för dispens brukar vara att det är för handikappade och användande av elfordon är en positiv faktor. I Sverige är det endast några få golfbanor som fått dispens beviljad.
I lagen definieras att det är motordrivet fordon. Vissa motordrivna fordon klassas som cykel och omfattas således inte av terrängkörningslagen. Lag om vägtrafikdefinitioner (2001:559). Många eldrivna golffordon, till exempel vissa golfmopeder, tillhör den här gruppen.